# カトリーヌ・ド・ヴァロワ＝クルトネー
カトリーヌ・ド・ヴァロワ＝クルトネー（フランス語：Catherine de Valois-Courtenay, 1303年4月15日以前 - 1346年10月）は、名目上のラテン帝国女帝（在位：1307年 - 1346年）。しかしこのころにはラテン帝国はなく、この称号はギリシャの十字軍国家でのみ権限を有した。ターラント公およびアカイア公フィリッポ1世の妃となり、アカイア公国摂政（在位：1332年 - 1341年）、ケファロニア総督（在任：1341年 - 1346年）をつとめた。

## 生涯
カトリーヌは1303年の4月15日以前にヴァロワ伯シャルルとカトリーヌ・ド・クルトネーの間の長女として生まれた。
母カトリーヌはギリシャの十字軍国家においてラテン帝国女帝として認められていた。しかし、帝国は1261年にニカイア帝国に奪われていた。カトリーヌは母より名目上のラテン女帝の権利を1307年10月11日に継承した。この時カトリーヌはまだ幼年あったため父の庇護下に置かれ、父シャルルが1325年に死去するまでカトリーヌのラテン帝国に対する権利を管理した。
生まれて間もない1303年4月15日に、カトリーヌは後にブルゴーニュ公となるユーグ5世と婚約したが、1312年に破棄された。

### ナポリ
1313年7月、カトリーヌはナポリ王ロベルトの弟で、ターラント公、アルバニア王およびアカイア公であったフィリッポ1世と結婚した。カトリーヌは夫を名目上のラテン皇帝（フィリップ2世）とし、1332年12月23日にフィリッポが死去した後もラテン帝国に対する権利を保持した。生存する最年長の男子ロベルトは父フィリッポ1世よりターラント公領を継承した。カトリーヌはナポリ王宮で影響力を持つようになった。
カトリーヌの宮廷は、ナポリ王ロベルトとその敬虔な妃サンチャ・デ・マヨルカの宮廷より世俗的であった。姪ジョヴァンナ1世の治世中、カトリーヌはジョヴァンナ1世の妹マリアとドゥラッツォ公カルロとの結婚に反対した。これはマリアがナポリ王位の推定王位継承者であり、ドゥラッツォ家はターラント家のライバルであったからである。カトリーヌとその家族は国庫からの現金で補償を受けた。

### アカイア
1333年、息子ロベルトは叔父アカイア公グラヴィーナ伯ジョヴァンニとの合意によりアカイア公領を手に入れた。しかし、13歳のロベルトは単独で統治するには若すぎたため、カトリーヌが息子の共同統治者となった。初めは任命したバイイにより支配を行ったが、1338年夏にカトリーヌは艦隊を召集して家族をアカイアに連れて行き、積極的にアカイアの政治に参加した。カトリーヌはエピロス専制侯ニキフォロス2世ドゥカス・オルシーニの亡命を受け入れ、ニキフォロス2世が東ローマ皇帝アンドロニコス3世パレオロゴスから自らの領地を奪回するのを支援した。

### 晩年
1341年に息子ロベルトが成人し、カトリーヌがアカイアにいる必要がなくなった。カトリーヌはケファロニア総督となり、死までの5年間統治した。ジョヴァンナ1世の最初の夫カラブリア公アンドレアが殺害された後、ジョヴァンナ1世はターラント家から新しい結婚相手を探した。カトリーヌは長男ロベルトではなく、次男ルイージを結婚相手として推した。カトリーヌはロベルト1世の庶子で陰謀の疑いがかけられていたカルロとその息子ベルトランドを保護した。2人を引き渡すよう求められたとき、カトリーヌはこれを拒否し、もし2人が有罪なら自らで罰するだろうと述べた。
カトリーヌは1346年10月にナポリで死去し、サン・ドメニコ・マッジョーレ教会に埋葬された。

## 子女
カトリーヌはフィリッポ1世との間に4子をもうけた。
- ロベルト（1319年 - 1364年） - ターラント公、名目上のラテン皇帝（ロベール2世）
- ルイージ（1320年 - 1362年） - ターラント公、ナポリ女王ジョヴァンナ1世と結婚しナポリ王となる。
- マルゲリータ  (wikidata) （1325年頃 - 1380年） - アンドリア公フランチェスコ1世・デル・バルツォと結婚、ターラント公およびアカイア公、名目上のラテン皇帝ジャック・デ・ボーの母[6]。
- フィリッポ2世（1329年 - 1374年） - ターラント公、アカイア公、名目上のラテン皇帝（フィリップ3世）